# 무사

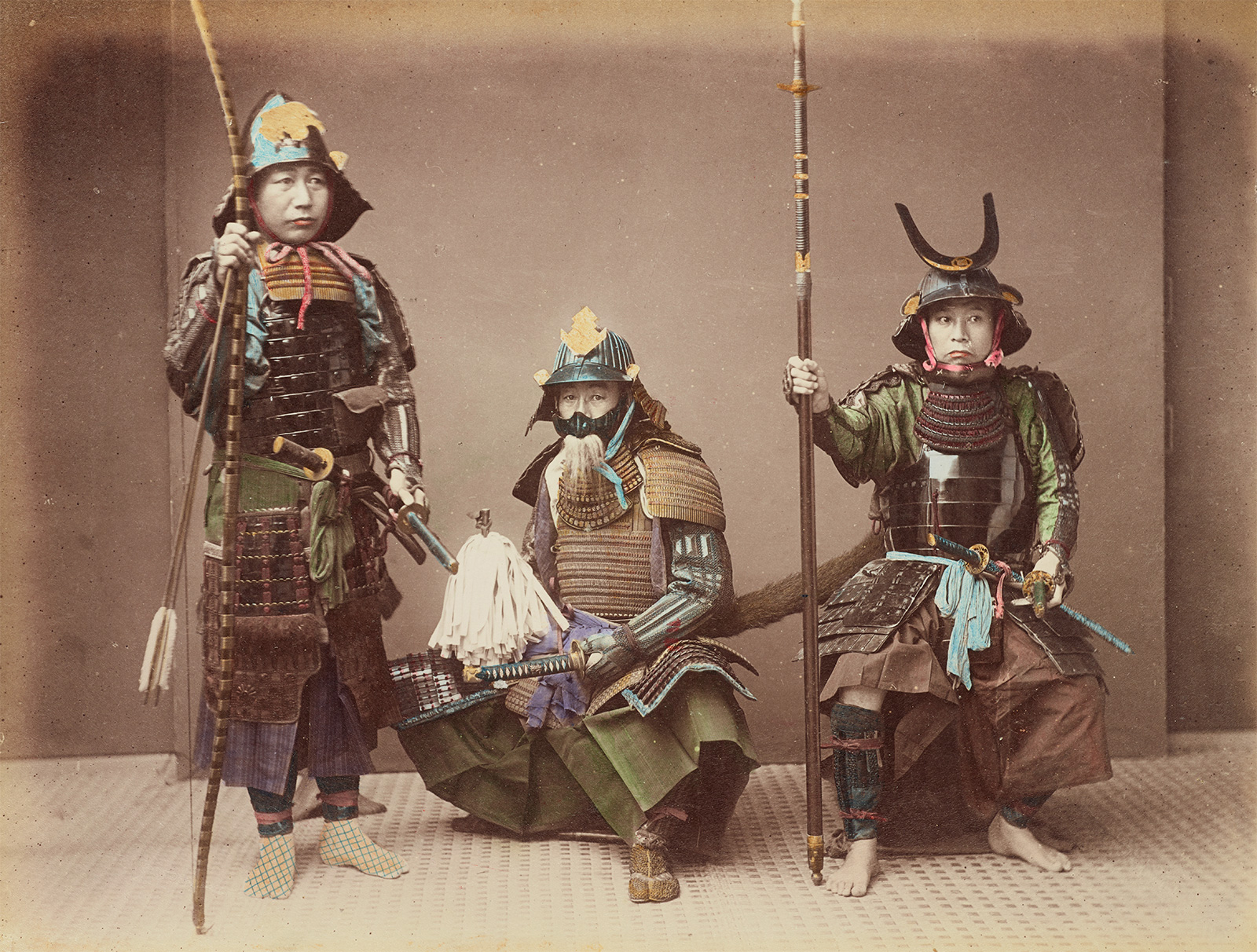

무사(일본어: 武士 부시[*])는 10세기에서 19세기까지 일본에 존재한, 종가의 주인을 정점으로 한 가족공동체의 구성원이다.
무사는 헤이안 시대에 발생했으며, 그 군사력을 가지고 귀족 지배 사회를 전복하여 일본의 고대를 종식시켰다는 이해가 일반적이다. 기존의 천황-귀족 정권을 괴뢰로 유지하면서 무사 계층이 실질적으로 주도하는 중세 사회를 구축한 뒤에는 근세의 끝(막말)까지 일본의 역사를 견인하는 중심 존재로 계속되었다. 근대에 들어 무사라는 존재 자체를 폐지한 것도 무사 출신들로 이루어진 메이지 정부였다.

## 무사기원론
일본 역사에서의 이러한 무사의 탄생에 대해서는 여러 가지 설이 있는데, 크게 세 가지로 정리할 수 있다.
재지영주설
메이지 시대의 역사학자 미우라 히데유키(三浦周行)가 제창한, 일본의 무사는 지방의 무장 영주들에 의해 시작되었다고 하는 설. 지방에서 일어난 신흥 영주층이 스스로를 방호할 목적에 따라 무장하였으며 이들 세력이 무사단으로 조직화됨에 따라 수도에서 지방관 등으로 파견된 하급 귀족 · 하급 관인층을 우두머리로 추대하고 더 큰 조직화가 진행되면서 황족 출신의 명문 귀족이 보다 상위 무사단의 우두머리가 되었다고 보는 것이다.
직업관인설
사토 신이치(佐藤進一), 우와요코테 마사타카(上横手雅敬), 도다 요시미(戸田芳実), 다카하시 마사아키(高橋昌明) 등이 제창한, 재경(在京) 무사에서 비롯된 「(전투)기술직 관인」에서 무사의 기원을 찾는 설. 여기서 「기술직 관인」이라는 것은 무사의 기원이 되는 군사 업무를 전담하고 그것을 가업으로 삼아 전수하게 된 귀족들, 즉 세이와 겐지나 간무 헤이시와 같은 군사 귀족 및 하급 관인층을 말한다. 헤이안 시대 후기의 장원공령제 아래서 장원 영주(유력 귀족이나 지샤, 혹은 인세이 시기의 상황)나 지방 관청과 유착하여 영지 경영자로서 발전했다고 보는 설이다. 즉 무사단으로써의 조직화는 아래에서 위로 아니라 위에서 밑으로 이루어지고 있다는 것이다. 헤이안 시대 후기 조정의 지방 지배가 조정에서 파견한 지방관에게로 권력을 몰아주는 체제로 이행하면서 수령의 수탈에 대한 부농층의 무장 습격이 빈발하게 되고, 지방관들은 과거 에미시 등의 북방 종족과 전투 경험이 있는 수령 역임자나 그 자녀들로써 중앙에서 밀려난 귀족 및 지방관이 될 자격을 갖춘 여러 다이후들을 지역 분쟁 진압에 동원했고, 이들은 그 훈공의 대가로 조정으로부터 공전(公田) 경영을 위임받았지만, 그 훈공에 불만을 품은 자들이 일으킨 반란(대표적인 것이 다이라노 마사카도나 후지와라노 스미토모의 난)을 진압한 다이라노 사다모리 · 후지와라노 히데사토 · 미나모토노 쓰네모토 등의 집안은 무예를 가업으로 하는 집안, 즉 무문(武門)으로써 조정으로부터 공인받고 훗날 무사라고 불리는 집단의 시조격인 존재가 되었다. 즉 초기 무사들의 경제 기반은 조정으로부터 위탁받은 공전에 있었지 그들 자신이 영지를 경영하는 영주가 된 것은 아니었던 것이다. 그러나 11세기 중반부터 장원 개발이 가속화되면서 국가 소유의 공령과 장원 간에 무력 분쟁이 잦아졌고, 현지의 경찰이자 재판 책임자로서 장원 책임자나 공령의 지배자인 지방관으로써 군사 분쟁에 대응할 수 있는 무사가 임명되는 경우가 잦아지면서 무사들은 자연스럽게 영지 경영자로서 등장하게 되었다는 것이다.
국아군제설
일본의 고대 말기에서 중세 초기(10세기 - 12세기)에 성립된 국가군사제도를 가리키는 개념으로써 율령국가가 왕조국가로 변질되고 조정에서 지방의 행정권을 지방관인 수령에게 위임하는 과정에서 성립된 것이 국가군제다. 율령지배체제가 무너지고 조정이 조세 진납을 비롯한 지방의 행정권을 수령에게 집중시키는 과정에서, 수령은 고쿠가(国衙) 기구 내부의 소(所)를 중심으로 지방 권력을 재편성하고 그 아래의 하급 토착수령인 군지(郡司)나 부호층은 토지 경작 및 경영을 다시 수령으로부터 조세 의무와 함께 위임받은 다토부묘(田堵負名)로써 고쿠가 지배 조직에 편입되고, 한편으로 「소」에 배속된 재청관인(在庁官人)으로써 고쿠가 행정의 한 축을 맡게 되었다. 간표(寛平)에서 엔기(延喜) 시대에 이르는 동안, 도고쿠에서 조세 문제에 반발해 일어난 반란에 대해 조정은 지방관이 군사를 동원할 수 있도록 허락하는 추포관부(追捕官符)를 고쿠가에 발급해 병사 징발 등의 재량권을 지방관에게 주었고, 이를 근거로 자신이 맡은 구니 안의 다토부묘들을 병사로써 징발할 수 있게 하였다. 지방관은 다시 이들 병사의 지휘권을 고쿠오레이시(国押領使)· 스이호시(追捕使)에게 위임하여, 오레이시가 이들 병사를 조직하여 추포 활동에 나서기도 했다. 이러한 반란을 진압한 훈공자(자신들이 가진 전지 경영에 경제 기반을 두었고, 수령에 속하여 치안 유지활동에 종사하였던 다토부묘들 포함)야말로 초창기 무사라는 것이다. 도고쿠에서 시작한 국가군제는 쇼헤이(承平) 연간(930년대)에 세토 내해에서 발호하게 된 해적에 대한 진압이나, 이들을 진압하는 공을 세웠지만 그 훈공을 제대로 보상받지 못한 후지와라노 스미토모 등과 같은 다토부묘들이 일으킨 해적 행위를 진압하는 과정에서 조정은 세토 내해 여러 지방에 도고쿠의 오레이시와 같은 게고시(警固使)를 두어 추포관부를 받고 병력 동원 권한을 가진 수령 아래서 유사시 병력 지휘를 맡게 함으로써, 도고쿠와 같은 국아군제가 사이고쿠에도 세워졌다.
각각의 학설에는 모두 저마다 약점을 갖고 있는데, 서구 역사학의 고대-중세-근대라는 시대발전사관에 맞추어 일본역사를 해석함으로써 일본 근대화의 토대를 마련한 재지영주설은 무사단(武士団)의 주요 구성원이었던 겐지(源氏)나 헤이시(平氏), 후지와라씨(藤原氏)의 존재, 고대 지배계급으로써 조정이나 인(院), 셋칸케 등 권문(権門)과 밀접하게 연줄이 있던 상급 무사들의 기원을 설명할 수 없다는 데에 난점이 있었고, 직업관인설은 겐페이도시쓰로 통칭되는 군사 귀족들을 기원으로 하는 무사나 관료 직업적 기술로서의 무예에 대해서는 설명할 수 있지만 그들의 직업적 기술을 뒷받침할 경제적 기반으로써의 「영지」나 인적 기반이 필요한 주종관계에 대한 설명이 아주 약하다.

## 무사의 신분
직능기원론에 따른 무사로 간주되는 사회계층은 겐지, 헤이시 등 무가가문의 발생기에는 무예를 가업으로 하는 여러 대부, 사무라이 신분의 엘리트 기마전사로 한정되어 있었다가, 나중에 중세를 거치면서 「협의의 무사」와의 주종관계를 통해 「광의의 무사」로 보이게 되는 계층이 무로마치 시대 이후로 확대되었다. 발생기의 무사의 집안 조직 내부 봉공인 중에도 무사와 마찬가지로 전장에서 기마전사로 활동한 낭당(일본어: 郎党 로우토우[*])이나 도보전사로 활동한 종졸(従卒)이 있었지만, 무로마치 및 전국시대가 되면 무사 신분의 확산이 가속화되어, 협의의 무사가 지배하는 영지의 (본래 백성 신분인) 명주(일본어: 名主 묘우쥬[*])층에서 군역을 통해 주종관계를 가져 광의의 무사가 되는 지사무라이(일본어: 地侍)가 등장한다.
이렇게 무로마치 시대 이후 무사 내부에서 복잡한 신분계층이 성립되었고, 이들은 확장된 무사신분의 범위가 일단 확정된 뒤에도 에도 시대의 무사 내부의 신분제도에 그 흔적이 남았다. 에도 시대의 무사 신분을 아래에 대략적으로 분류한다. 잘게 나누면 끝이 없고, 다이묘 가문 등에 따라 나누는 방법이나 명칭이 다 다르기 때문에 어디까지나 대략적인 기준이다.
무사의 신분을 사분(일본어: 士分 시분[*])이라 하며, 사분은 크게 사무라이(侍)와 종사(일본어: 徒士 카치[*])로 나뉜다. 이것은 난보쿠초 시대 이후 전장에 동원되는 인원이 급증하고 보병집단전이 주체가 되면서 기마전이 비교적 제한된 이후에도 본래 무사인지 여부를 기준으로 하는 기마전을 가업으로 하는지 여부를 통한 선긋기가 후세까지 유지되었기 때문이다.
사무라이는 협의의 무사, 즉 본래의 무사이며, 영지(지행)을 소유하고 전투 때는 말을 타는 사람으로서 정이대장군을 직접 배알할 수 있는 오메미에라는 자격을 가진다. 에도 시대 기록에는 기사(騎士)라고 표시되거나 상사(上士)라고도 불리며, 며, 이는 종사와의 비교어이다. 종사는 부지미(일본어: 扶持米 후치마이[*])라는 쌀을 녹봉으로 받으며 보병으로 싸우고, 오메미에의 자격이 주어지지 않는다. 하사(下士), 경배(軽輩), 무족(無足) 등으로도 불린다.
사무라이 중 석고 1천 석 이상 인 자는 타이신(大身)이라 하여 전쟁 때 1개 비의 사무라이대장이 되고, 평시에는 봉행 등의 직무를 역임한다. 발탁되어 소바요닌이나 가로로 승진할 수도 있다. 그 이하의 사무라이는 히라자무라이(일본어: 平侍), 평사(平士), 마승(馬乗) 등으로 불린다.
다음은 예시이다.
- 막부의 하타모토는 사무라이, 어가인은 종사이다.
- 막부의 역소에 근무하는 구실아치 중 요리키(与力)는 기기(寄騎), 즉 때때로 주종관계를 맺는 무사에서 유래한 기마전사 신분의 사무라이이고, 도우신(同心)은 종사이다.
- 대관소의 구실아치 중 수촌(手付)은 사무라이, 수대(手代)는 종사이다.
- 향사는 시골에 사는 무사로서, 대부분 종사이지만 사무라이 신분인 향사도 있었다.
- 족경은 사분에 들지 않으며 무사가 아니다. 졸병(卒)이라고도 부른다. 발생기에는 사무라이의 전투를 보조하는 종졸과 동일한 계층으로 간주되다가, 시대가 지나면서 종사와 같은 하급무사로 대우되어 갔다.
- 무가봉공인 중 약당(일본어: 若党 와카토오[*])은 사분에 들며, 종사 신분이다.

## 문관으로서의 무사
가마쿠라 막부에서는 오에노 히로모토로 대표되는 하급 귀족을 문관적 존재로 초빙했다. 그러나 무로마치 시대·센고쿠 시대·아즈치·모모야마 시대를 거치면서 점차 무사가 담당하는 공권력 영역이 확장되었다. 무가정권이 귀족을 초빙하는 예는 계속되었지만, 실무담당자에서 고문격으로 권한이 축소되어 갔다. 그리고 원래 군인, 즉 무관에 해당하는 직무를 맡았던 무사가 문관의 구실을 하는 일이 많아졌다.
에도 시대 이후로는 문관 역할까지 모두 무사가 담당하게 되어 무사는 군사로부터 정치행정으로 활동 무대를 옮겨가게 된다. 또한 문학과 학문 등 무예와는 관계없는 재능을 인정받아 새로이 막부와 번에 등용된 사람도 무사신분이 주어졌다. 에도 막부에서는 문관 및 행정직에 해당하는 무사를 "역방(役方)", 무관에 해당하는 무사를 "번방(番方)"이라고 불렀다.